# 小行星3772
小行星3772（英語：3772 Piaf）是一颗围绕太阳公转的小行星。1982年10月21日，柳德米拉·卡拉季奇在克里米亚发现了此天体。
这颗小行星的绝对星等为195.27181等。